# Hồ tiêu
Hồ tiêu còn gọi là tiêu ăn, cổ nguyệt, hắc cổ nguyệt, bạch cổ nguyệt (danh pháp khoa học: Piper nigrum) là một loài cây leo có hoa thuộc họ Hồ tiêu (Piperaceae), trồng chủ yếu để lấy quả và hạt, thường dùng làm gia vị dưới dạng khô hoặc tươi. Hoa hồ tiêu là quốc hoa của đất nước Liberia

## Miêu tả

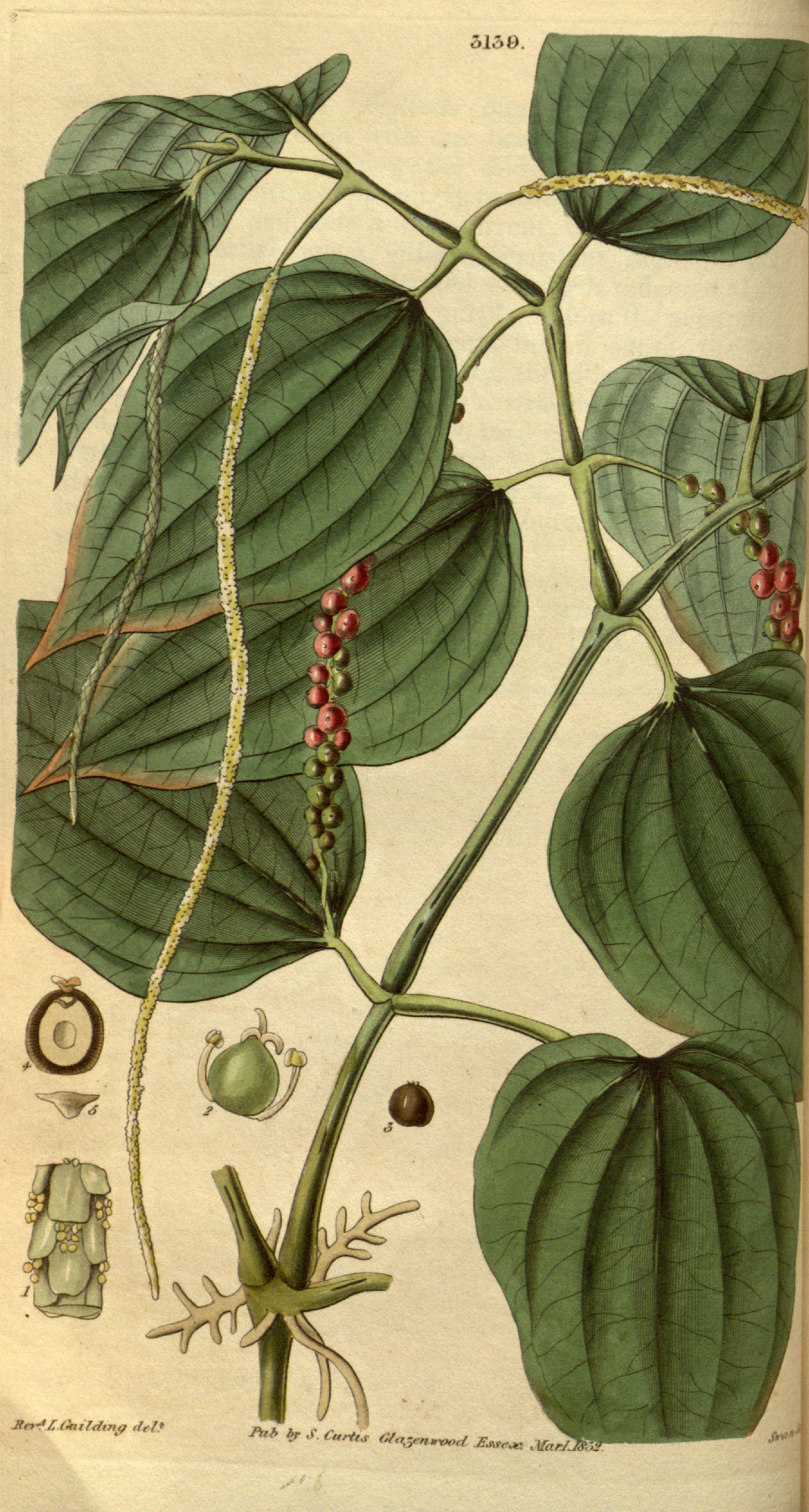
Tranh vẽ hồ tiêu năm 1832

Hồ tiêu là một loại dây leo, thân dài, nhẵn không mang lông, bám vào các cây khác bằng rễ. Thân mọc cuốn, mang lá mọc cách. Lá như lá trầu không, nhưng dài và thuôn hơn. Có hai loại nhánh: một loại nhánh mang quả, và một loại nhánh dinh dưỡng, cả hai loại nhánh đều xuất phát từ kẽ lá. Đối chiếu với lá là một cụm hoa hình đuôi sóc. Khi chín, rụng cả chùm. Quả hình cầu nhỏ, chừng 20-30 quả trên một chùm, lúc đầu màu xanh lục, sau có màu vàng, khi chín có màu đỏ. Từ quả này có thể thu hoạch được hồ tiêu trắng, hồ tiêu đỏ, hồ tiêu xanh và hồ tiêu đen. Đốt cây rất giòn, khi vận chuyển nếu không cẩn thận thì cây có thể chết. Quả có nhiều  hạt. Hạt tiêu là tên gọi chung cho các sản phẩm từ quả hồ tiêu và được chia ra nhiều loại thông qua màu sắc, thời gian thu hoạch...

## Thu hoạch và chế biến

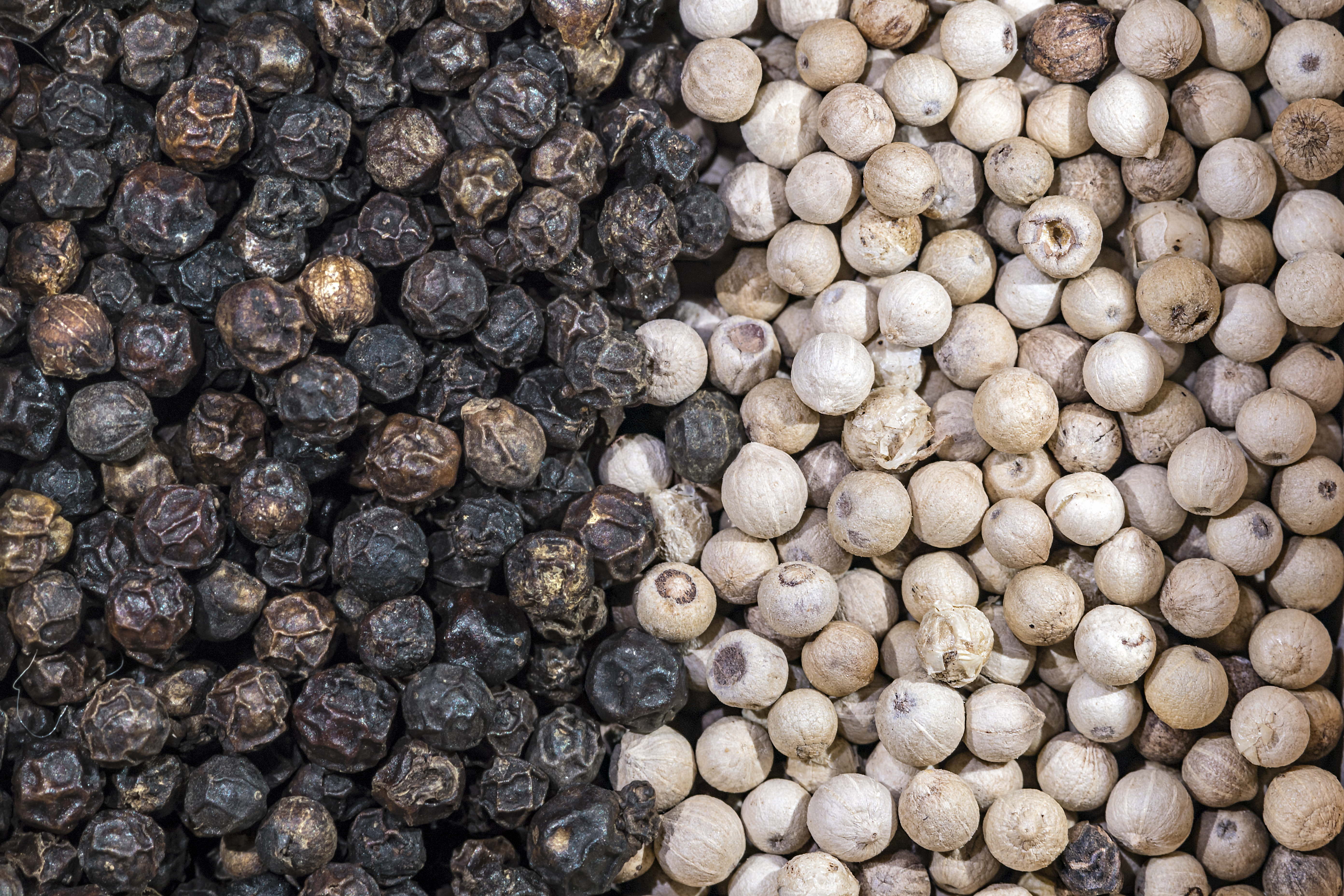
Hồ tiêu đen và hồ tiêu trắng

Hồ tiêu được thu hoạch mỗi năm một lần. Muốn có hồ tiêu đen, người ta hái quả vào lúc xuất hiện một số quả đỏ hay vàng trên chùm, nghĩa là lúc quả còn xanh; những quả còn non quá chưa có sọ rất giòn, khi phơi dễ vỡ vụn, các quả khác khi phơi vỏ quả sẽ săn lại, ngả màu đen. Muốn có hồ tiêu trắng (hay hồ tiêu sọ), người ta hái quả lúc chúng đã thật chín, sau đó bỏ vỏ. Loại này có màu trắng ngà hay xám, ít nhăn nheo và ít thơm hơn (vì lớp vỏ chứa tinh dầu đã mất) nhưng cay hơn (vì quả đã chín).
Bên cạnh hai sản phẩm nói trên, tuy hiếm hơn, còn có hồ tiêu đỏ, là loại hồ tiêu chín cây hoặc được thu hái khi rất già, ủ chín sau đó được chế biến theo cách thức đặc biệt để giữ màu đỏ của vỏ. Hồ tiêu đỏ có màu đỏ thẫm hơi ngả đen, được sản xuất tại Ấn Độ và tại huyện Chư Sê và Bà Rịa – Vũng Tàu Việt Nam. Giá trị xuất khẩu của tiêu đỏ sau khi chế biến cao hơn gấp 3 đến 4 lần so với hạt tiêu đen.

## Thành phần hóa học
Hồ tiêu cũng rất giàu vitamin C, thậm chí còn nhiều hơn cả cà chua. Một nửa cốc hồ tiêu xanh, vàng hay đỏ sẽ cung cấp tới hơn 230% nhu cầu calci 1 ngày/1 người.
Trong tiêu có 1,2-2% tinh dầu, 5-9% piperin và 2,2-6% chanvixin. Piperin và chanvixin là hai loại ankaloit có vị cay hắc làm cho tiêu có vị cay. Trong tiêu còn có 8% chất béo, 36% tinh bột và 4% tro.

## Sử dụng
Thường dùng hạt tiêu đã rang chín, thơm cay làm gia vị. Tiêu thơm, cay nồng và kích thích tiêu hoá, có tác dụng chữa một số bệnh.
Hạt tiêu cũng rất giàu chất chống oxy hóa, chẳng hạn như beta carotene, giúp tăng cường hệ miễn dịch và ngăn ngừa sự hủy hoại các tế bào, gây ra các căn bệnh ung thư và tim mạch.

## Một vài hình ảnh về cây Hồ tiêu

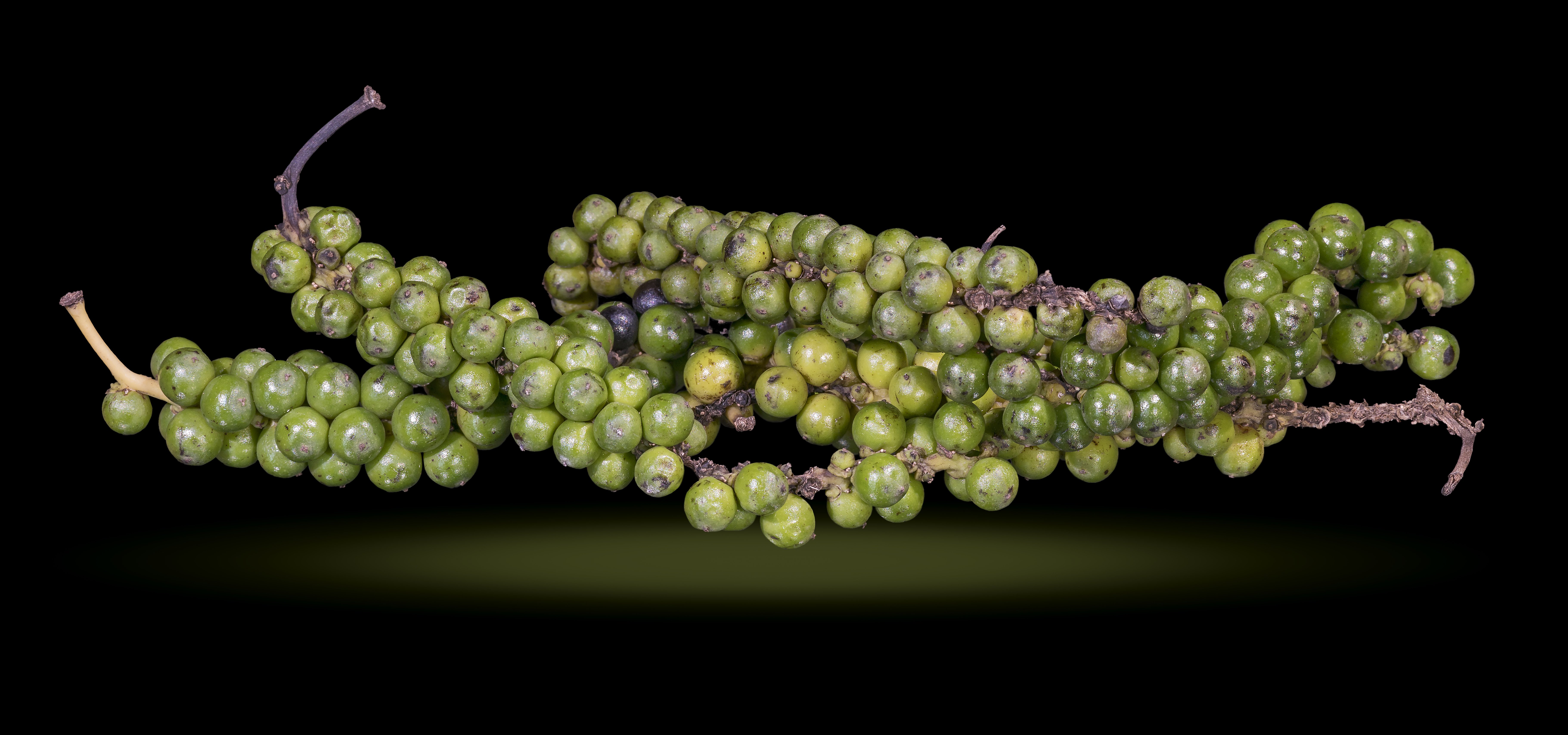
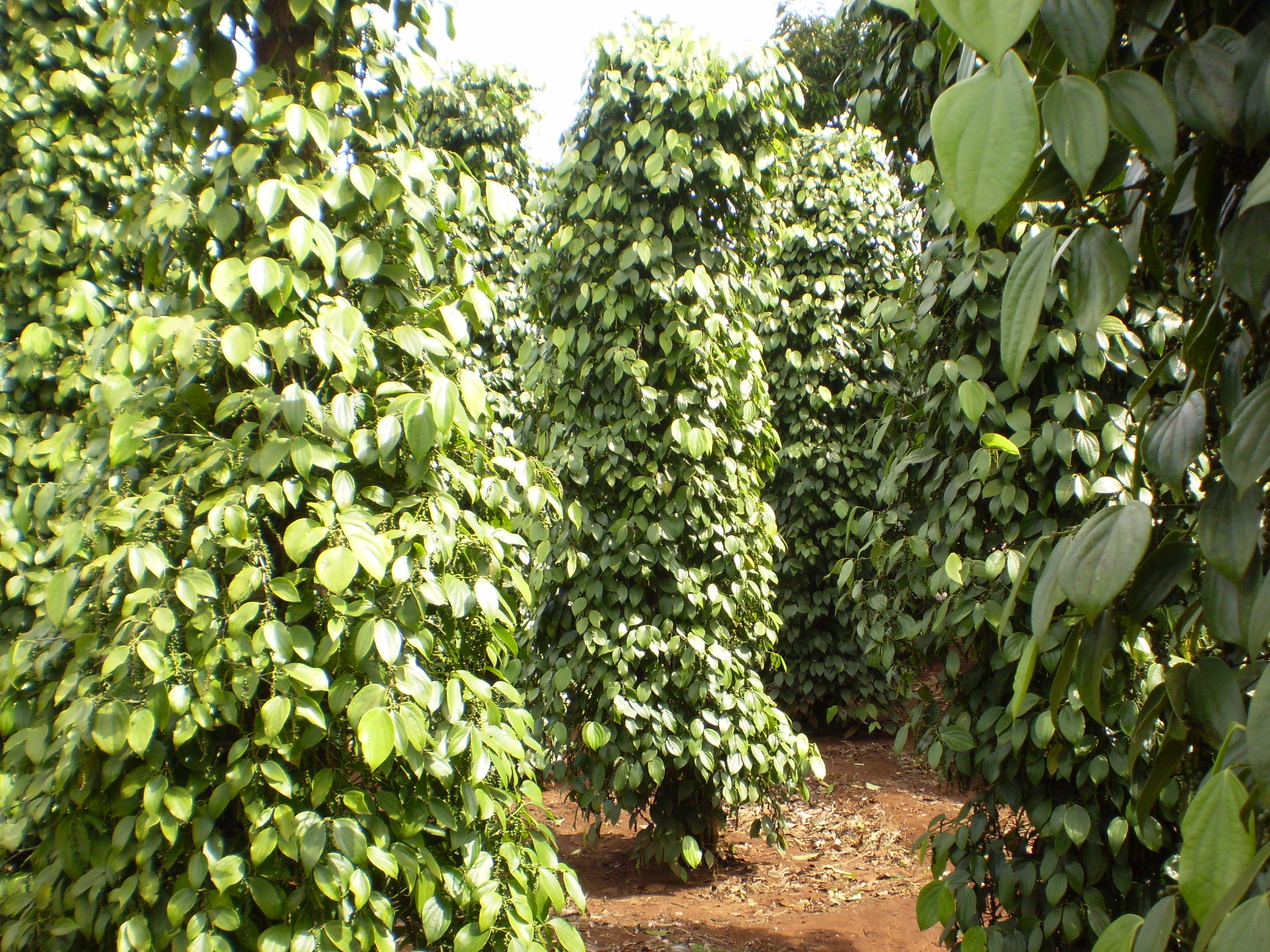
Hồ tiêu ở vùng Tây Nguyên được trồng ăn theo cây gỗ dây leo lên thân gỗ.
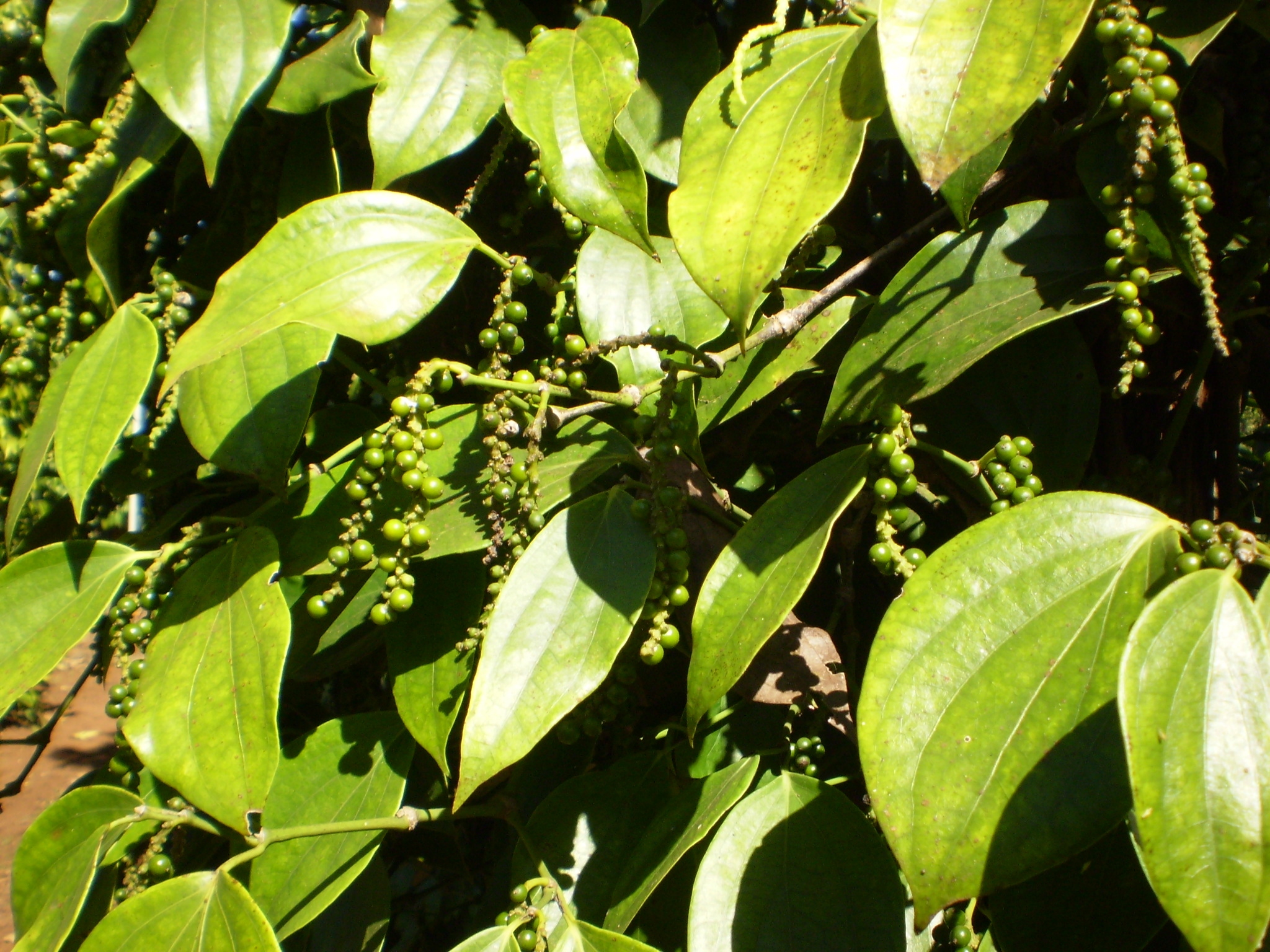
Quả tiêu xanh.
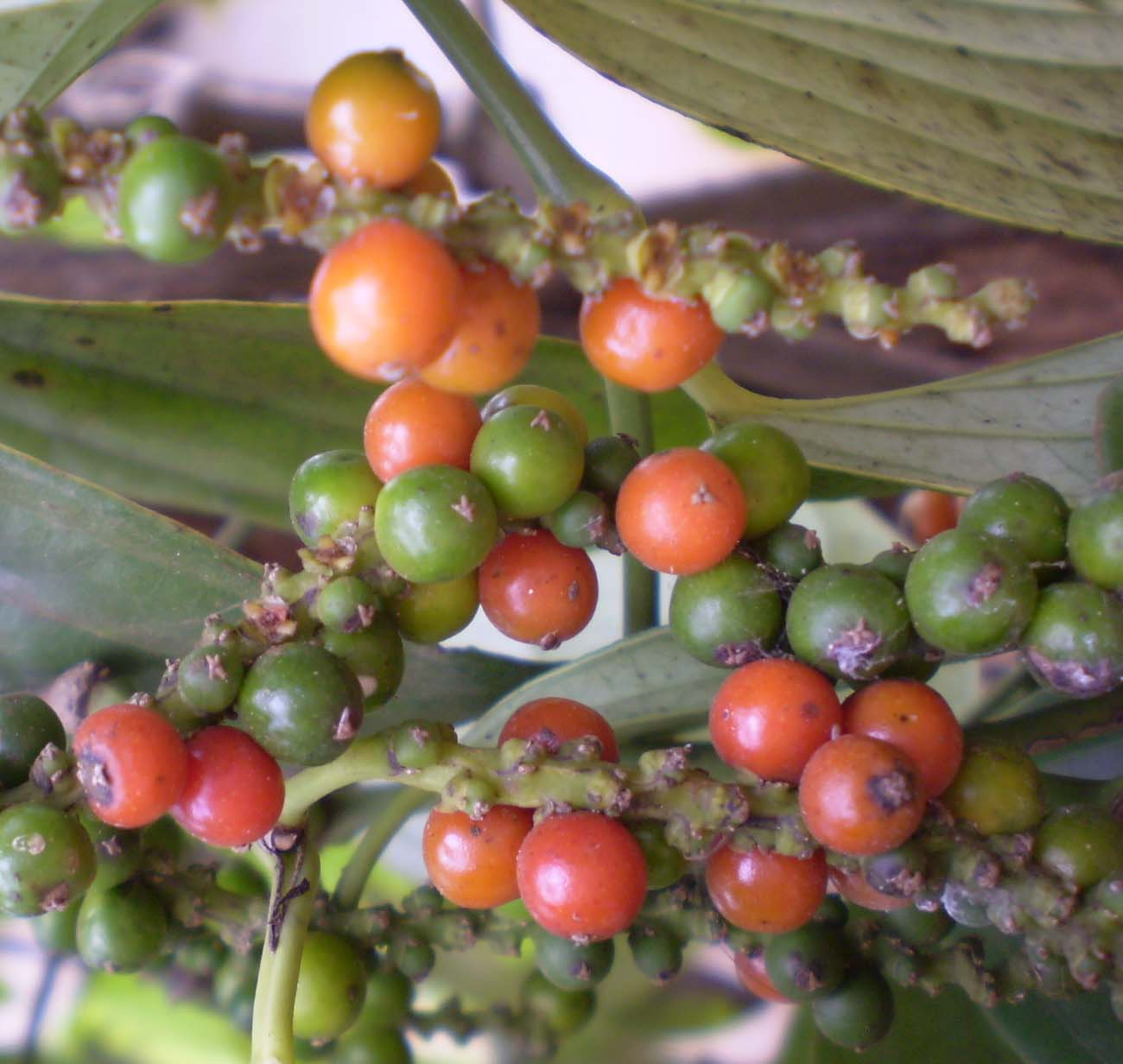
Quả tiêu chín.
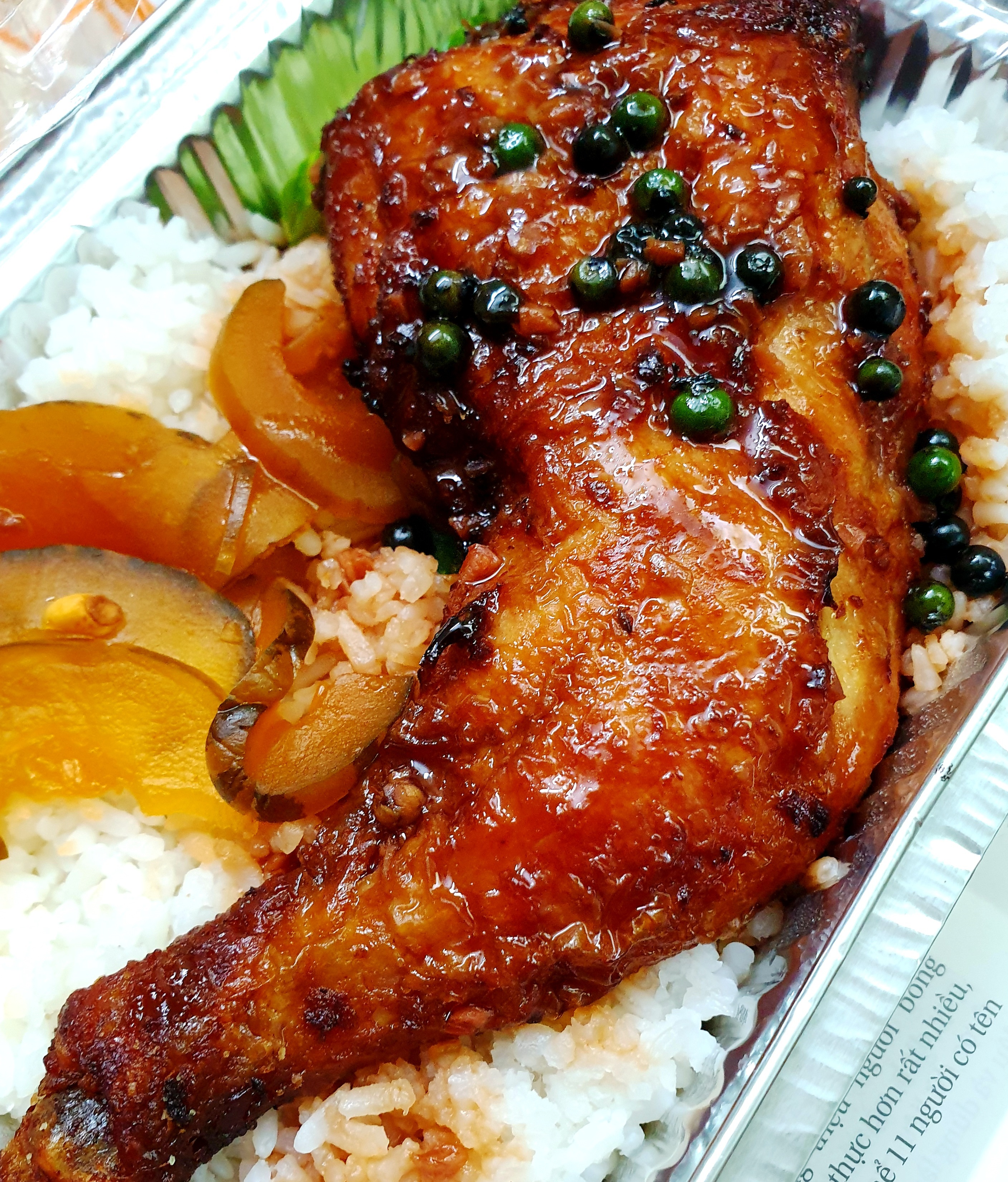
Tiêu xanh với đùi gà nướng

## Hình ảnh

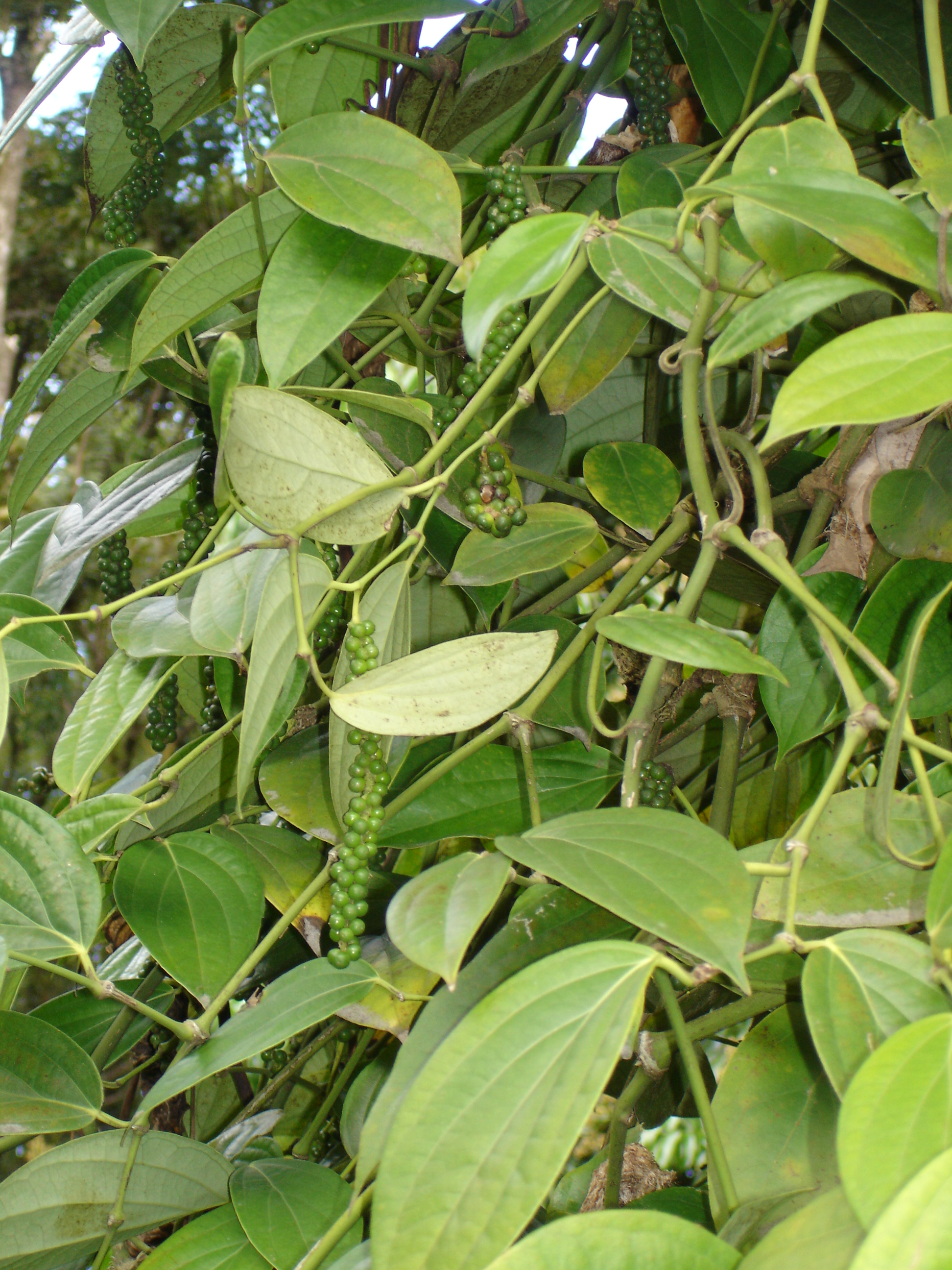
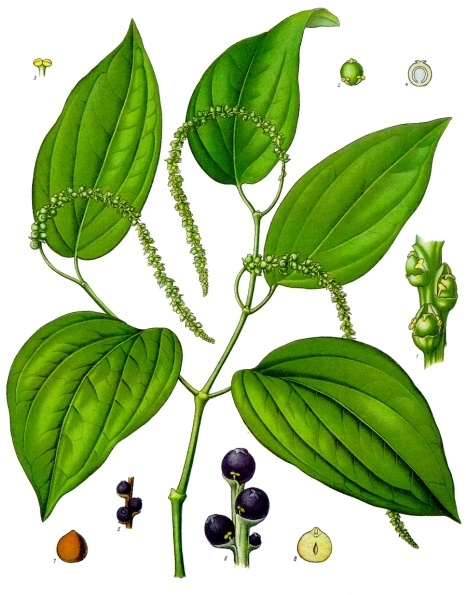
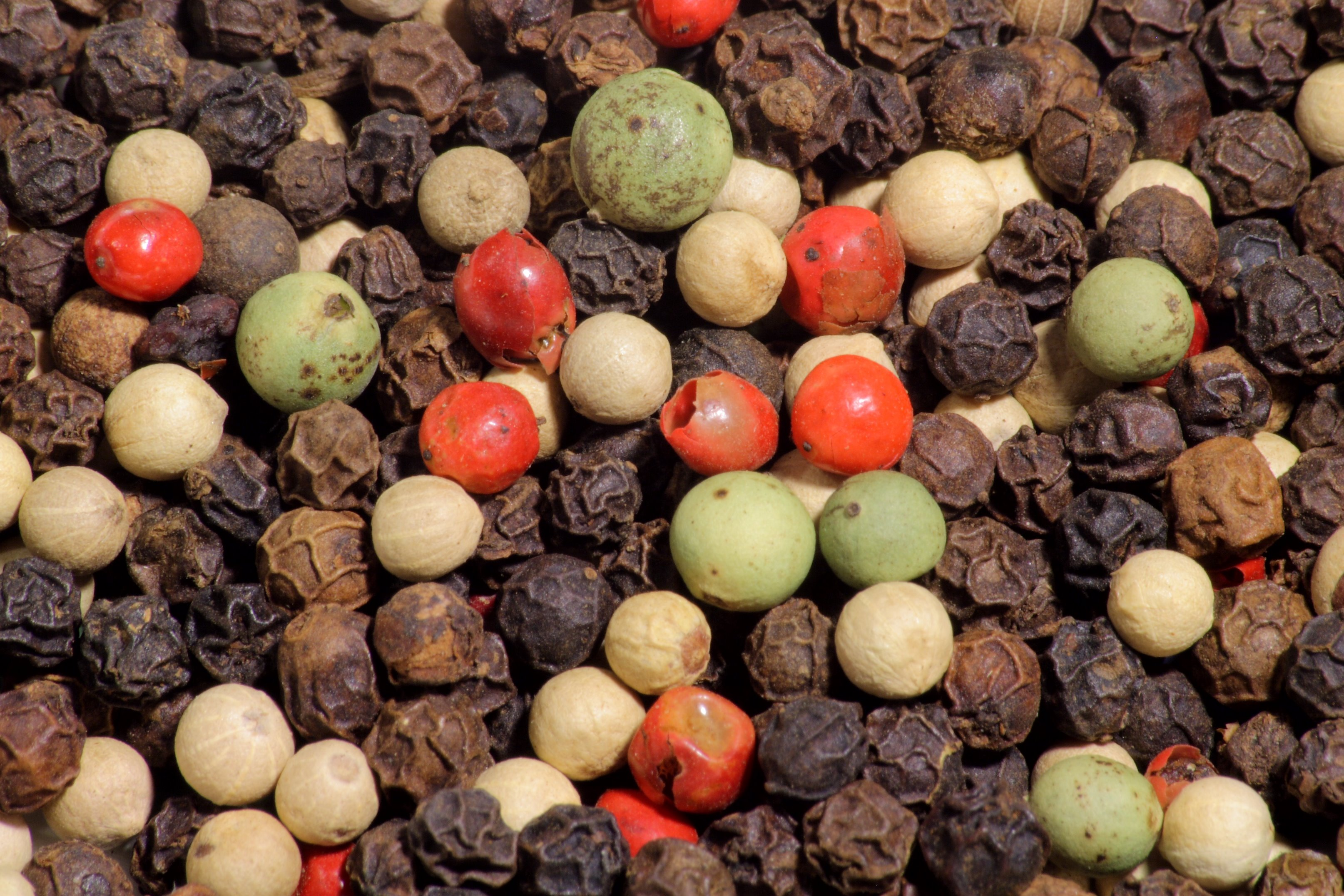
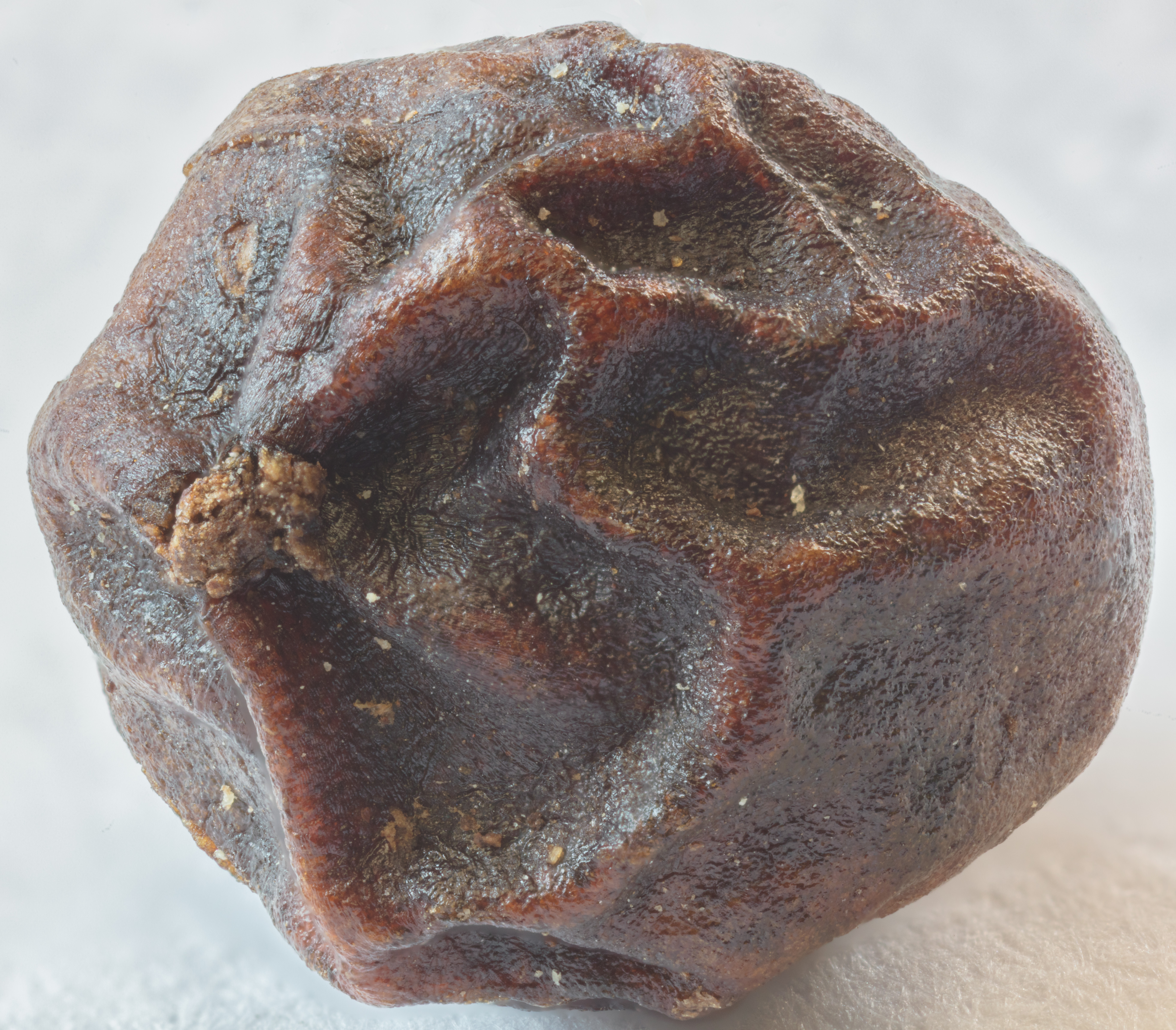
Cận cảnh một hạt tiêu